# Reitterelater
Reitterelater là một chi bọ cánh cứng trong họ 
Elateridae.
Chi này được miêu tả khoa học năm 1990 bởi Platia & Cate.

## Các loài
Các loài trong chi này gồm:
- Reitterelater amamiensis (Ôhira, 1968)
- Reitterelater dubius Platia & Cate, 1990
- Reitterelater fulvus (Reitter, 1891)
- Reitterelater kuriharai Ôhira, 2000
- Reitterelater miyako (Kishii, 1969)
- Reitterelater pappi Platia & Schimmel, 2007
- Reitterelater rugipennis (Lewis, 1894)